# 背足杨梅蟹
背足杨梅蟹（学名：Actumnus dorsipes）为扇蟹科杨梅蟹属的动物。分布于日本以及中国大陆的广东、香港等地，生活环境为海水，一般栖息于水深10–50米的岩石缝、或珊瑚礁之间以及有时居于藻根间或海绵体的孔穴里。其生存的海拔范围为-50至-10米。